# Wissanu Krea-ngam
Wissanu Krea-ngam (thailändisch วิษณุ เครืองาม, RTGS Witsanu Khruea-ngam, Aussprache: [wítsàʔnúʔ kʰrɯa.ŋaːm]; * 15. September 1951 in Hat Yai, Provinz Songkhla) ist ein thailändischer Jurist, Staatsbeamter und Politiker. Er war von 1993 bis 2002 Generalsekretär des Kabinetts, von 2002 bis 2006 stellvertretender Ministerpräsident in der Regierung Thaksin Shinawatras. Nach den Staatsstreichen 2006 und 2014 half er jeweils der Militärjunta, eine Übergangsverfassung auszuarbeiten. Seit August 2014 ist er erneut stellvertretender Ministerpräsident, diesmal unter General Prayut Chan-o-cha.

## Leben und Karriere

### Herkunft und Ausbildung
Wissanu Krea-ngam wurde in Hat Yai in Südthailand geboren. Seine Vorfahren sind vor vier Generationen aus China eingewandert. Er studierte an der Thammasat-Universität Jura, schloss den Bachelor mit Auszeichnung ab und wurde als Rechtsanwalt zugelassen. Er setzte seine Studien in den Vereinigten Staaten fort, wo er an der University of California, Berkeley 1974 seinen Master of Laws machte und 1976 promovierte (J.S.D.). Zudem absolvierte er den Kurs der thailändischen Hochschule für nationale Verteidigung.

### Karriere als Jurist
Wissanu lehrte Rechtswissenschaft an der Ramkhamhaeng-, Thammasat- und Chulalongkorn-Universität. Bereits 1977 brachte er mit seinem Freund und Kollegen Borwornsak Uwanno einen Kommentar zur damaligen Übergangsverfassung heraus. Zwei Jahre später veröffentlichte Wissanu ein Lehrbuch des thailändischen Verfassungsrechts, in dem er sein Konzept der „geteilten Souveränität“ zwischen König und Volk entwickelte. 1986 wurde er zum Professor an der Chulalongkorn-Universität ernannt.
1991 wechselte er in die Staatsverwaltung und wurde stellvertretender Generalsekretär des Kabinetts. 1993 wurde er zum Generalsekretär des Kabinetts befördert, das ist der höchstrangige Beamte der Regierung, der sie in Rechtsfragen berät. Er wurde als legal eagle, also als „Spitzenjurist“, der Regierung apostrophiert, oder als neti borikon, was übersetzt etwa „Anwalt im Dienste der Macht“ bedeutet. Nachdem es während der frühen 1990er-Jahren zu häufigen Wechseln in diesem Amt gekommen war, hatte Wissanu die Position fast ein Jahrzehnt inne und überstand vier Regierungswechsel.

### Politische Tätigkeit
Ministerpräsident Thaksin Shinawatra lud Wissanu 2002 ein, Minister in seiner Regierung zu werden, drohte aber zugleich, ihn als Generalsekretär zu entlassen, sollte er das Angebot nicht annehmen. Wissanu akzeptierte den Vorschlag und wurde stellvertretender Ministerpräsident mit Zuständigkeit für Rechtsangelegenheiten und Beziehungen zum Parlament. Thaksin hatte zu der Zeit sieben stellvertretende Ministerpräsidenten. Wissanus Nachfolger als Generalsekretär des Kabinetts war sein Freund Borwornsak Uwanno.
In seiner Position als stellvertretender Ministerpräsident war Wissanu im Jahr 2005 dafür zuständig, die unabhängige Nationale Rundfunkkommission der Nationalen Telekommunikations-Kommission zu unterstellen. Dies war nach Wissanus Aussage notwendig, um illegale Lokalradiosender zu regulieren. Nach Einschätzung des Medienwissenschaftlers Glen Lewis lief diese Maßnahme jedoch dem Geist der in der liberalen Verfassung von 1997 angekündigten Medienreform zuwider, die das Rundfunkangebot liberalisieren und unabhängigen Sendern bessere Möglichkeiten einräumen sollte. Von Wissanus Lösung hätten laut Lewis nur die bestehenden Medienunternehmen und Staatssender profitiert.
Nach der Auflösung des Parlaments im Zuge der politischen Krise in Thailand 2006 traten Wissanu und Borwornsak von ihren Regierungsämtern zurück. Nach dem Putsch am 19. September 2006 halfen Wissanu und Borwornsak der Militärjunta („Rat für Demokratische Reformen“) mit der Ausarbeitung einer Übergangsverfassung. Laut dem Politikwissenschaftler Thitinan Pongsudhirak können die beiden „anscheinend von heute auf morgen Verfassungen schreiben“. Anschließend gehörte Wissanu dem von der Junta eingesetzten Übergangsparlament („Nationale Legislativversammlung“) an.
Während und nach dieser Zeit lehrte er weiter als Juraprofessor an der Chulalongkorn-Universität. Wissanu veröffentlichte 2011 eine Autobiographie mit dem Titel Lok Ni Khue Lakhon (โลกนี้คือละคร; „Diese Welt ist ein Schauspiel“), ein Wortspiel mit der thailändischen Abkürzung für den Generalsekretär des Kabinetts (ลคร.), die aus den gleichen Buchstaben besteht wie das thailändische Wort für Theaterstück oder Fernsehdrama.
Nach dem neuerlichen Militärputsch am 22. Mai 2014 fungierte er wiederum als Berater der Junta, die sich „Nationaler Rat zur Erhaltung des Friedens“ nennt und von General Prayut Chan-o-cha geführt wird. Erneut war er mit der Ausarbeitung einer Übergangsverfassung betraut. Seit August 2014 ist er stellvertretender Ministerpräsident in der Regierung von Prayut Chan-o-cha.

### Positionen in Wissenschaft und Wirtschaft
Wissanu war Präsident des Universitätsrats der Rajabhat-Universität Songkhla und war oder ist Mitglied der Universitätsräte der Universität Chiang Mai, Prince of Songkla-Universität, Thaksin-Universität, Kasem-Bundit-Universität und Rajabhat-Universität Chiang Rai sowie des Rats des König-Prajadhipok-Instituts.
Wissanu Krea-ngam ist seit 2009 Vorsitzender des Board of Directors (Verwaltungsrats) der Amata Corporation, eines an der SET notierten Industriepark-Entwicklers. Zudem hat oder hatte er leitende Funktionen als Vorsitzender, stellvertretender Vorsitzender bzw. Mitglied des Board of Directors bei BFIT Securities, Bangkok First Investment & Trust, Namyong Terminal, Sikarin, RHB OSK Securities (Thailand), AEC Securities, Sermsuk, The Post Publishing (Verlagsgesellschaft der Bangkok Post), Loxley und Thai Airways International.

### Familie
Wissanu ist verheiratet und hat einen erwachsenen Sohn.

## Auszeichnungen
Er wurde jeweils mit der Sonderstufe des Weißen Elefantenordens und des Ordens der Krone von Thailand sowie dem Großkomtur des Ordens von Chula Chom Klao ausgezeichnet.

## Wissenschaftliche Einordnung
Die Politikwissenschaftlerin Eugénie Mérieau nennt Wissanu Krea-ngam – neben Meechai Ruchuphan und Borwornsak Uwanno – als führende Beispiele von Rechtswissenschaftlern, die die juristischen Grundlagen für autoritäre Herrschaft in Thailand gelegt haben und als Exponenten einer „juristisch-militärischen Allianz für illiberalen Konstitutionalismus“. Wissanu sei, laut Mérieau, ein Verfechter von Theorien, die Staatsstreiche legalisierten, indem sie auf die Kontinuität des thailändischen Staats verwiesen, der durch den König verkörpert werde.